# Cook Peninsula
Cook Peninsula är en halvö i Kanada.   Den ligger i territoriet Nunavut, i den nordöstra delen av landet, 3 800 km norr om huvudstaden Ottawa.
Trakten runt Cook Peninsula består i huvudsak av gräsmarker. Trakten runt Cook Peninsula är nära nog obefolkad, med mindre än två invånare per kvadratkilometer.